# Colonia Loma de los Coyotes
Colonia Loma de los Coyotes är en ort i Mexiko.   Den ligger i kommunen Iguala de la Independencia och delstaten Guerrero, i den södra delen av landet, 130 km söder om huvudstaden Mexico City. Colonia Loma de los Coyotes ligger 748 meter över havet och antalet invånare är 429.
Terrängen runt Colonia Loma de los Coyotes är kuperad. Runt Colonia Loma de los Coyotes är det ganska tätbefolkat, med 116 invånare per kvadratkilometer. Närmaste större samhälle är Iguala de la Independencia, 3,9 km öster om Colonia Loma de los Coyotes. I omgivningarna runt Colonia Loma de los Coyotes växer huvudsakligen savannskog.